# Леман, Иоганн Георг Христиан
Ио́ганн Гео́рг Христиа́н Ле́ман (нем. Johann Georg Christian Lehmann, 25 февраля 1792 — 12 февраля 1860) — немецкий ботаник, доктор медицинских наук, профессор физики и естественных наук, директор ботанического сада в Гамбурге и библиотекарь.

## Имя
Встречаются разные формы записи имени Лемана:
- нем. Johann Georg Christoph Lehmann[6],
- нем. Johannes Georg Christian Lehmann[6],
- нем. Joannes Georgius Christianus Lehmann[6],
- нем. Christianus Lehmann[6],
- нем. Christian Lehmann[5][6],
- нем. Johann Georg Cristian Lehmann[6].

## Биография
Иоганн Георг Христиан Леман родился в Хазелау 25 февраля 1792 года. 
Леман изучал медицину в Гёттингене и Копенгагене. В 1813 году он получил степень доктора медицинских наук, а год спустя — степень доктора философии в Йенском университете имени Фридриха Шиллера.
В 1817 году Иоганн Георг Христиан Леман опубликовал Monographia generis Primularum — сочинение, которое принесло ему известность. В 1818 году он опубликовал Plantae e familiae Asperifoliarum nuciferae descripsit Joannes Georgius Christianus Lehmann, в 1820 году — Monographia generis Potentillarum, а в 1821 году — Icones et descriptiones novarum et minus cognitarum stirpium. 
Научные достижения Лемана не остались без признания. Он был членом 26 научных обществ, в том числе иностранным членом-корреспондентом Петербургской Академии наук (1822). Леман внёс значительный вклад в ботанику, описав множество видов растений.
Иоганн Георг Христиан Леман умер в Гамбурге 12 февраля 1860 года.

## Научная деятельность
Иоганн Георг Христиан Леман специализировался на папоротниковидных, мохообразных, водорослях и на семенных растениях. 

## Научные работы
- Johann Georg Christian Lehmann. Monographia generis Primularum (Лпц., 1817, с 9 табл.)[4].
- Johann Georg Christian Lehmann. Generis nicotianiarum historia quam munus professoris in Gymnasio Hamburgensi academico in gressurus studiosis offert Joannes Georgius Christianus Lehmann. 1818[8].
- Johann Georg Christian Lehmann. Plantae e familiae Asperifoliarum nuciferae descripsit Joannes Georgius Christianus Lehmann. (Берлин, 1818)[4][8].
- Johann Georg Christian Lehmann. Monographia generis Potentillarum.  (Гамбург, 1820, с 20 табл.)[4][8].
- Johann Georg Christian Lehmann. Icones et descriptiones novarum et minus cognitarum stirpium (Гамбург, 1821, с 50 табл.)[4][8].
- Johann Georg Christian Lehmann. Novarum et minus cognitarum stirpium pugillus I-X (Гамбург, 1828—1857)[4].
- Johann Georg Christian Lehmann; Karl Friedrich Hipp. Carolo Friderico Hippio diem mensis Augusti 27. ... gratulatur J. G. Chr. Lehmann ... offerens florum fasciculum nuper repertorum. Stirpium ab J. G. C. Lehmann primum descriptarum pugillus secundus.  1830[8].
- Johann Georg Christian Lehmann. Memoriam viri amplissimi Guilhelmi Amsinckii Iuris utriusque licentiati Magnifici nuper consulis Civitatis Hamburgensis civibus ex publica auctoritate commendat Ioannes Georg. Christ[ian] Lehmann ... 1833[8].
- Johann Georg Christian Lehmann; Ludwig Preiss. Plantae Preissianae sive enumeratio plantarum : quas in Australasia Occidentali et meridionali-occidentali annis 1838-1841 collegit Ludovicus Preiss, partim ab aliis partim a se ipso determinas descriptas illustratas edidit Christianus Lehmann. 1844—1847[8].
- Johann Georg Christian Lehmann. Delectus Seminum quae in Horto Hamburgensium Botanico e Collectioni Anni 1830–1840 (Гамбург, 1849—1852).
- Johann Georg Christian Lehmann. Index Seminum in Horto Botanico Hamburgensi A. 1851 Collectorum (Гамбург, 1851—1855).
- Johann Georg Christian Lehmann. Revisio Potentillarum iconibus illustrata (Бонн, 1856, с 64 табл.)[4].